# Antonio Paragües Castillejo
Antonio Paragües Castillejo, O.S.B., italijanski rimskokatoliški duhovnik, 
škof, nadškof, * ?, † 1572, Cagliari.

## Življenjepis
21. avgusta 1549 je postal škof Trsta, 4. novembra 1558 pa nadškof Cagliarija.